# Le Tilleul-Othon
Le Tilleul-Othon est une ancienne commune française située dans le département de l'Eure, en région Normandie.
Depuis le 1er janvier 2018, la commune fait partie de la commune nouvelle de Goupil-Othon.

## Géographie

### Localisation
| Goupillières | Goupillières  | Thibouville Écardenville-la-Campagne (par un angle) |
| Goupillières | Tilleul-Othon | Bray                                                |
| Beaumontel   | Beaumontel    |                                                     |

## Toponymie
Le nom de la localité est attesté sous les formes Teillole en 1195 (charte de Richard Cœur de Lion), Tilliolum et Tiliolum Othonis en 1289 (grand cartulaire de Saint-Taurin), Tiliolum Otonis en 1295 (charte de Raoul d'Harcourt), Tilleul Lochon en 1532 (aveu de Suzanne de Bourbon), Le Thilleul Lotton en 1700 (dépt de l’élection de Conches), Le Teilleul Satou en 1722 (Masseville), Le Tilleul Loton en 1726 (Dictionnaire universel de la France).
De l'oïl tilleul et de Othon qui est un nom propre, utilisé principalement comme prénom masculin, d'origine germanique basé sur le thème od-, patrimoine, prospérité, félicité.

## Politique et administration
| Période      | Période  | Identité        | Étiquette | Qualité         |
| ------------ | -------- | --------------- | --------- | --------------- |
| janvier 2018 | En cours | Valérie Lerouge | SE        | Agent technique |

| Période                                  | Période       | Identité    | Étiquette | Qualité         |
| ---------------------------------------- | ------------- | ----------- | --------- | --------------- |
| mars 2001                                | mars 2014     | Jean Petit  |           |                 |
| mars 2014                                | décembre 2017 | Didier Moal | SE        | Agent technique |
| Les données manquantes sont à compléter. |               |             |           |                 |

## Démographie
L'évolution du nombre d'habitants est connue à travers les recensements de la population effectués dans la commune depuis 1793. Pour les communes de moins de 10 000 habitants, une enquête de recensement portant sur toute la population est réalisée tous les cinq ans, les populations de référence des années intermédiaires étant quant à elles estimées par interpolation ou extrapolation. Pour la commune, le premier recensement exhaustif entrant dans le cadre du nouveau dispositif a été réalisé en 2006.

En 2016, la commune comptait 372 habitants, en évolution de −2,36 % par rapport à 2010 (Eure : −0,25 %, France hors Mayotte : +2,11 %).
| 1793 | 1800 | 1806 | 1821 | 1831 | 1836 | 1841 | 1846 | 1851 |
| ---- | ---- | ---- | ---- | ---- | ---- | ---- | ---- | ---- |
| 510  | 464  | 475  | 514  | 522  | 518  | 532  | 512  | 513  |

| 1856 | 1861 | 1866 | 1872 | 1876 | 1881 | 1886 | 1891 | 1896 |
| ---- | ---- | ---- | ---- | ---- | ---- | ---- | ---- | ---- |
| 469  | 457  | 429  | 382  | 369  | 365  | 350  | 328  | 307  |

| 1901 | 1906 | 1911 | 1921 | 1926 | 1931 | 1936 | 1946 | 1954 |
| ---- | ---- | ---- | ---- | ---- | ---- | ---- | ---- | ---- |
| 316  | 311  | 321  | 245  | 237  | 244  | 279  | 304  | 307  |

| 1962 | 1968 | 1975 | 1982 | 1990 | 1999 | 2006 | 2011 | 2016 |
| ---- | ---- | ---- | ---- | ---- | ---- | ---- | ---- | ---- |
| 287  | 293  | 315  | 311  | 295  | 280  | 377  | 374  | 372  |

## Culture locale et patrimoine

### Lieux et  monuments
Le Tilleul-Othon compte un édifice inscrit au titre des monuments historiques :
- l'église paroissiale Saint-Germain (XIVe, XVe et XVIe),  Inscrit MH (1961)[10]. La nef date du XIVe siècle, la chapelle sud du XVIe siècle et le chœur du XVe siècle. Les fenêtres de la nef ont été reprises au XVIIe siècle.

Par ailleurs, une maison du XVIIIe siècle est inscrite à l'inventaire général du patrimoine culturel.

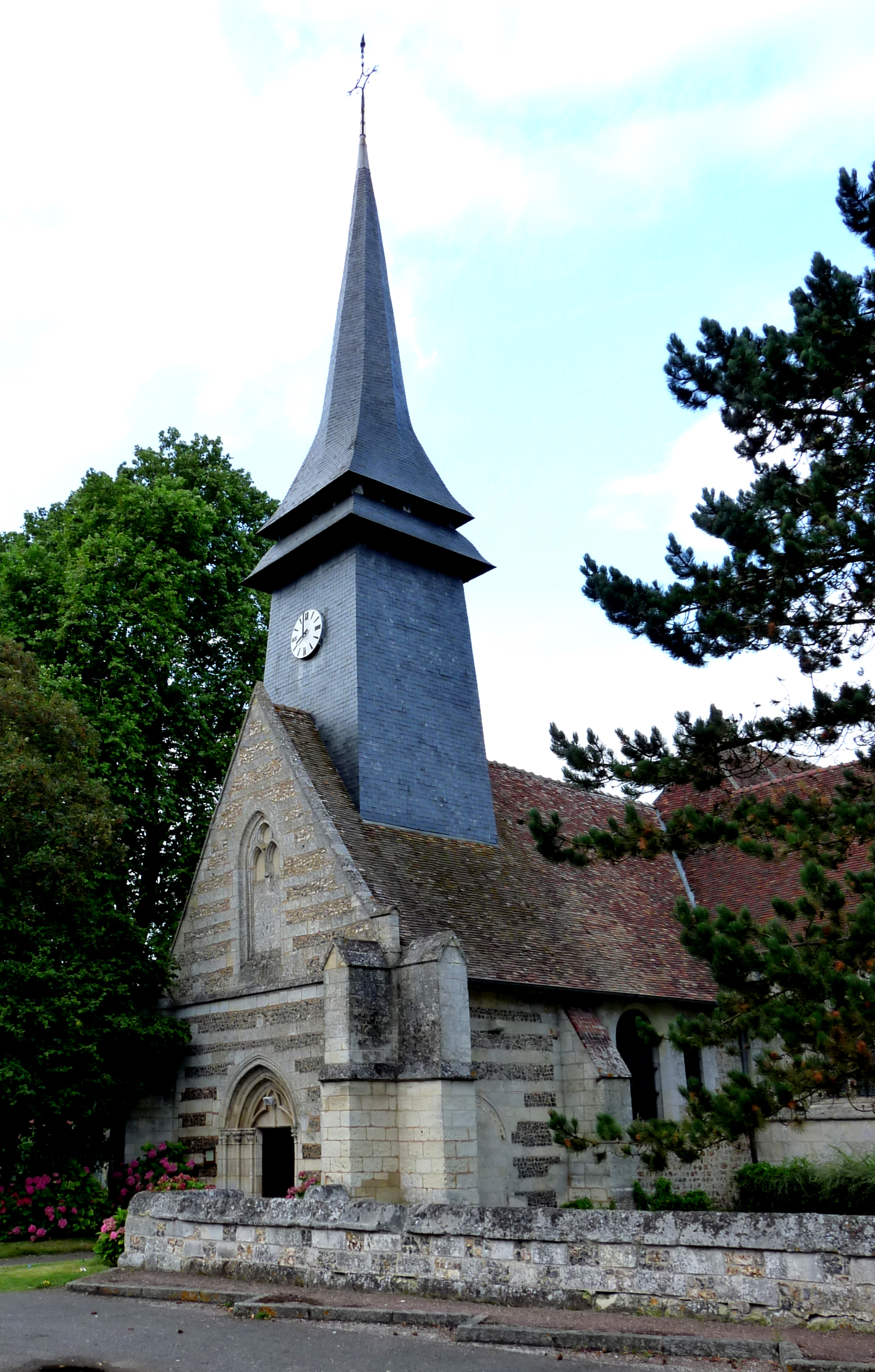
L'église Saint-Germain.
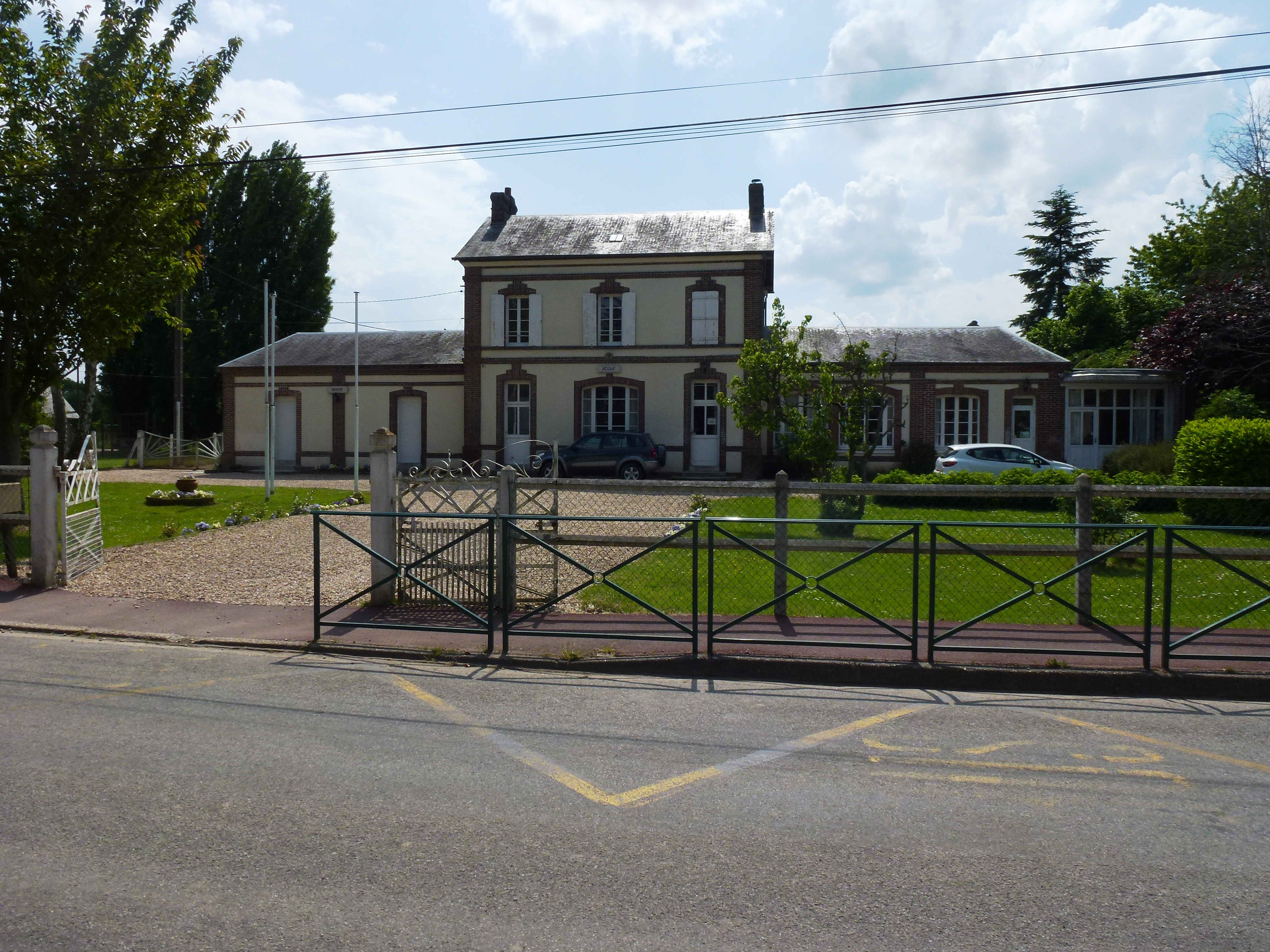
Mairie.
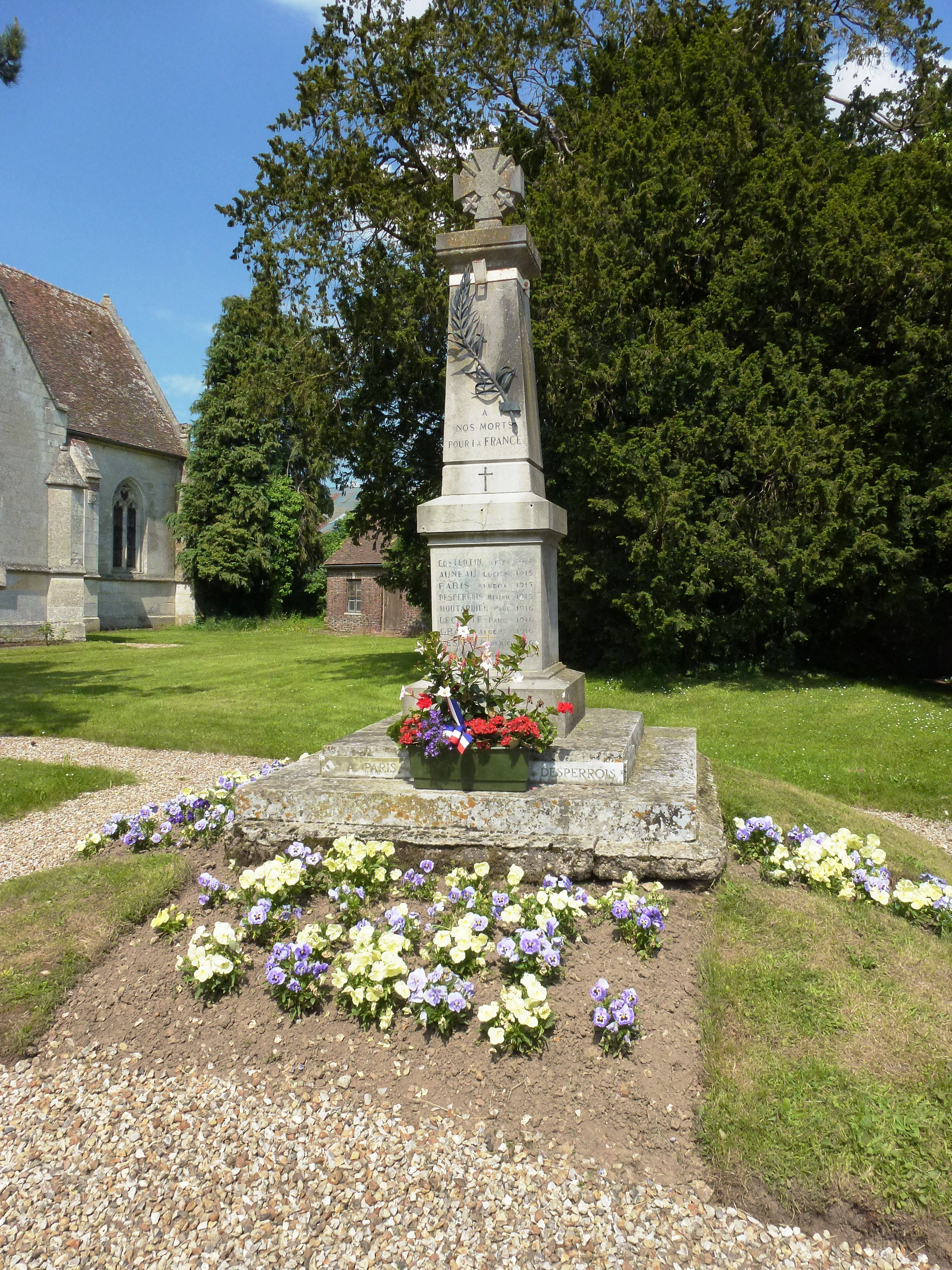
Monument aux morts.

### Patrimoine naturel

#### Site classé
- L’église et le cimetière avec son muret et son if,  Site classé (1934)[12].

### Héraldique
| Blason de Le Tilleul-Othon | Blason  | Parti : au 1er d'argent au tilleul de sinople, au 2e de gueules à deux fasces d'or, au comble d'azur chargé d'un œil fixant d’argent accosté de deux léopards affrontés d'or.                                                    |
| Blason de Le Tilleul-Othon | Détails | Les deux léopards d'or rappellent les armes de la Normandie. Création de Christian Juin et Jean-Pierre Pierozak adoptée par la municipalité le 25 juin 2012. Depuis le 1er janvier 2018, la commune est intégrée à Goupil-Othon. |